# Droga wojewódzka nr 431
Droga wojewódzka nr 431 (DW431) – droga wojewódzka klasy G w środkowej części woj. wielkopolskiego o długości 22 km. Droga przebiega przez powiat poznański (gminy: Kórnik, Mosina, Stęszew).
W październiku 2020 roku, na mocy uchwały Sejmiku Województwa Wielkopolskiego, odcinek od Dymaczewa Nowego do Dębiny, o długości 13 km, został wyłączony z przebiegu drogi nr 431 i przeklasyfikowany na drogę powiatową.

## Historia numeracji
| Numer | Kategoria                                                                        | Przebieg                           | Lata obowiązywania | Źródło | Uwagi                                        |
| --- | -------------------------------------------------------------------------------- | ---------------------------------- | ------------------ | --- | -------------------------------------------- |
| Nieznana numeracja przed 1986 rokiem; na wydawanych w PRL mapach i atlasach samochodowych arterię oznaczano jako „drogę inną” lub „drogę drugorzędną”. |                                                                                  |                                    |                    | |                                              |
| 309 | • 1 X 1985 – 31 XII 1998: droga krajowa • od 1 I 1999: droga wojewódzka          | Granowo – Modrze – Nowe Dymaczewo  | 14 II 1986 – 2000  | - Uchwała nr 192 Rady Ministrów z dnia 2 grudnia 1985 r. w sprawie zaliczenia dróg do kategorii dróg krajowych (M.P. z 1986 r. nr 3, poz. 16) - Polska: Atlas samochodowy 1:300 000. Wyd. pierwsze. Warszawa: Polskie Przedsiębiorstwo Wydawnictw Kartograficznych, 1992. ISBN 83-7000-080-0. Brak numerów stron w książce - Polska: mapa samochodowa 1:700 000, wyd. 1, Szczecin: Wydawnictwo Kartograficzne KOMPAS, 1996–1997, ISBN 83-904373-2-5. Brak numerów stron w książce - Polska: mapa samochodowa 1:700 000, wyd. II Zmienione i poprawione, Szczecin: Wydawnictwo Kartograficzne KOMPAS, 1997–1998, ISBN 83-904373-3-3. Brak numerów stron w książce - Rozporządzenie Rady Ministrów z dnia 15 grudnia 1998 r. w sprawie ustalenia wykazu dróg krajowych i wojewódzkich (Dz.U. z 1998 r. nr 160, poz. 1071) |                                              |
| 431 | • 1 X 1985 – 31 XII 1998: droga krajowa • od 1 I 1999: droga wojewódzka          | Stęszew – Mosina – Kórnik          | od 14 II 1986      | - Uchwała nr 192 Rady Ministrów z dnia 2 grudnia 1985 r. w sprawie zaliczenia dróg do kategorii dróg krajowych (M.P. z 1986 r. nr 3, poz. 16) - Polska: Atlas samochodowy 1:300 000. Wyd. pierwsze. Warszawa: Polskie Przedsiębiorstwo Wydawnictw Kartograficznych, 1992. ISBN 83-7000-080-0. Brak numerów stron w książce - Polska: mapa samochodowa 1:700 000, wyd. 1, Szczecin: Wydawnictwo Kartograficzne KOMPAS, 1996–1997, ISBN 83-904373-2-5. Brak numerów stron w książce - Polska: mapa samochodowa 1:700 000, wyd. II Zmienione i poprawione, Szczecin: Wydawnictwo Kartograficzne KOMPAS, 1997–1998, ISBN 83-904373-3-3. Brak numerów stron w książce - Rozporządzenie Rady Ministrów z dnia 15 grudnia 1998 r. w sprawie ustalenia wykazu dróg krajowych i wojewódzkich (Dz.U. z 1998 r. nr 160, poz. 1071) - Polska 2016: mapa samochodowa 1:700 000, wyd. XXVII, Dom Wydawniczy PWN, 2016, ISBN 978-83-7705-942-5. Brak numerów stron w książce | informacje dla ruchu ciężkiego               |
| 431 | • 1 X 1985 – 31 XII 1998: droga krajowa • 1 I 1999 – 12 X 2020: droga wojewódzka | Dymaczewo Nowe – Wronczyn – Dębina | do 2020            | jw. oraz Uchwała Nr XXII/424/20 Sejmiku Województwa Wielkopolskiego z dnia 28 września 2020 r. | odcinek przeklasyfikowany na drogę powiatową |

## Dopuszczalny nacisk na oś
Od 13 marca 2021 roku na drodze dozwolony jest ruch pojazdów o nacisku pojedynczej osi napędowej do 11,5 tony z wyjątkiem określonych miejsc oznaczonych znakiem zakazu B-19.

### Do 13 marca 2021 r.
Wcześniej na całej długości drogi dopuszczalny był ruch pojazdów o nacisku pojedynczej osi do 10 ton.

## Miejscowości leżące przy trasie DW431
- Mościenica
- Mieczewo
- Świątniki
- Rogalin
- Rogalinek
- Mosina
- Krosinko
- Dymaczewo Stare
- Dymaczewo Nowe